# Pont del Diable (Pineda de Mar)
El Pont del Diable de Pineda de Mar travessa la riera de Pineda. L'origen del pont és tardo-romà, la base és romana tot i que el pont va estar reformat a l'edat mitjana i reconstruït en diverses ocasions. És probable que formés part del sistema hidràulic de la vall de la riera, conjuntament amb l'aqüeducte romà de Can Cua. La llegenda diu que una nit que la riera baixava molt plena, una pagesa havia de travessar-la i no sabia com. Se li presentà el diable i li prometé fer un pont i acabar-lo abans no es fes de dia, si li donava l'ànima. La pagesa s'hi avingué, però més llesta que el diable, quan només mancaven posar unes quantes pedres, tirà una galleda d'aigua a un pobre gall, que en sentir la fredor es posà a cantar. Els diables, com els vampirs, només treballen de nit, i en sentir-lo, el diable cregué que es feia de dia i marxà esperitat sense acabar el pont. Com que no va complir el seu compromís, la pagesa tampoc li va haver de lliurar la seva ànima, i pogué passar a l'altra banda tranquil·lament.